# Eventi e mutamenti
Eventi e mutamenti è un album di Riccardo Cocciante, pubblicato dall'etichetta discografica Virgin nel 1993.

## Tracce
1. La testa piena – 2:17
2. Amarsi come prima – 3:58
3. Ammassati e distanti – 4:51
4. Questo nostro grande amore – 4:16
5. Gli alberi della città – 4:37
6. Scrivilo sulla sabbia – 4:13
7. Eleonora e la sua bicicletta – 4:15
8. Lucy, quanti diamanti nel cielo – 4:29
9. Resta con me – 4:26
10. La nostra lingua italiana – 4:08

## Classifiche

### Classifiche settimanali
| Classifica (1993) | Posizione massima |
| ----------------- | ----------------- |
| Italia            | 6                 |

### Classifiche di fine anno
| Classifica (1993) | Posizione |
| ----------------- | --------- |
| Italia            | 33        |